# Butha-Buthe
Butha-Buthe é um dos 10 distritos do Lesoto, sua capital é a cidade de Butha-Buthe.
Butha-Buthe faz divisa com o distrito de Mokhotlong a sudeste, distrito de Leribe ao sul e com a África do Sul, província do Estado Livre, ao norte.

## Demografia
| 1966   | 1976   | 1986    | 1996    | 2006    |
| 63.179 | 77.178 | 106.077 | 109.192 | 110.320 |